# 일간
일간(一間, 산스크리트어: ekavīcika, eka-vīcika, eko vīciḥ, 영어: one interruption, sages with one interval remaining), 일간성자(一間聖者), 일종(一種), 일종자(一種子) 또는 예가비지가(翳迦鼻至迦)는 욕계 수혹 9품 중 7품 혹은 8품을 끊은 불교의 성자인 불환향의 한 부류로, 이들 번뇌를 끊을 때 그것을 대치하는 무루근(無漏根) 즉 이지근(已知根)을 성취하고 열반에 이르기 전에 욕계의 유정으로서 한 번의 생만을 더 받게 되는 성자를 말한다. 달리 말해, 일간은 불환향의 성자들 중 욕계 수혹 9품 중 7품 혹은 8품을 끊는 힘을 가진 이지근(已知根)을 성취한 상태에서 생을 마친 후, 다음 생에서 욕계 즉 인간도 혹은 6욕천에서 태어나서 그 생에서 열반에 이르는 성자들을 말한다.
'일간'(一間) 즉 '하나의 간격(틈)'이라는 낱말은 다음의 두 가지 뜻이 있다.
- 열반에 이르기 까지 한 번의 생이 간격(틈)으로 남아 있다.
- 불환과를 획득하기까지 1품의 욕계 수소단의 번뇌, 즉, 욕계 수혹 9품 중 제9품의 번뇌인 하하품(下下品)이 간격(틈)으로 남아 있다.

여기서, 욕계 수혹 9품은 욕계의 수혹을 그 강약 또는 추세(麁細, 거침과 미세함)에 따라, 상품 · 중품 · 하품의 3품으로 나누고 다시 그 각각을 상중하의 3품으로 나누어, 총 9가지로 나눈 것으로 ① 상상품(上上品) ② 상중품(上中品) ③ 상하품(上下品) ④ 중상품(中上品) ⑤ 중중품(中中品) ⑥ 중하품(中下品) ⑦ 하상품(下上品) ⑧ 하중품(下中品) ⑨ 하하품(下下品)을 말한다.
| 3향3과 | 단멸한 번뇌                | 단멸에 소요되는 생                     | 별도 명칭      |
| 예류향 | 견혹                       | 알 수 없음, 견혹은 단박(16심)에 끊어짐 |                |
| 예류과 | 견혹                       | 알 수 없음, 견혹은 단박(16심)에 끊어짐 |                |
| 일래향 | 욕계 수혹 ① 상상품(上上品) | 최대 2생                               |                |
| 일래향 | 욕계 수혹 ② 상중품(上中品) | 최대 1생                               |                |
| 일래향 | 욕계 수혹 ③ 상하품(上下品) | 최대 1생                               | 가가 · 3생가가 |
| 일래향 | 욕계 수혹 ④ 중상품(中上品) | 최대 1생                               | 가가 · 2생가가 |
| 일래향 | 욕계 수혹 ⑤ 중중품(中中品) | 최대 1생                               |                |
| 일래과 | 욕계 수혹 ⑥ 중하품(中下品) | 최대 1생                               |                |
| 불환향 | 욕계 수혹 ⑦ 하상품(下上品) | 최대 1생                               | 일간           |
| 불환향 | 욕계 수혹 ⑧ 하중품(下中品) | 최대 1생                               | 일간           |
| 불환과 | 욕계 수혹 ⑨ 하하품(下下品) | 최대 1생                               |                |
| 합계   | 욕계 수혹 9품              | 견도 후 열반까지 최대 7생              |                |

## 무루근
무루근은 뛰어난 작용이 있어 능히 무루의 청정한 성스러운 법[聖法]을 낳을 수 있는 힘으로, 그 본질은 의(意) · 낙(樂) · 희(喜) · 사(捨) · 신(信) · 근(勤) · 염(念) · 정(定) · 혜(慧)의 9근(九根)이다.
견도위에서의 이러한 9근 즉 무루근을 미지당지근(未知當知根)이라 하고, 수도위에서의 이러한 9근 즉 무루근을 이지근이라고 하고, 무학위에서의 이러한 9근 즉 무루근을 구지근(具知根)이라 한다. 그리고 이들 미지당지근 · 이지근 · 구지근을 통칭하여 3무루근(三無漏根)이라 한다. 즉, 번뇌를 일으키지 않는 청정한 세 가지 힘 혹은 번뇌를 끊을 수 있는 청정한 세 가지 힘이다.
따라서, 일간의 무루근 즉 이지근이란 욕계의 수혹 9품 중 7품 또는 8품을 끊을 수 있는 의(意) · 낙(樂) · 희(喜) · 사(捨) · 신(信) · 근(勤) · 염(念) · 정(定) · 혜(慧)를 말한다. 즉, 이들 9가지의 통합된 힘을 말한다. 달리 말해, 일래과에서 불환향으로 나아가기 위해 쌓은 무루의 힘, 청정한 힘으로서의 이들 9가지이다. 또 달리 말해, 이들 9가지의 향상된 힘이다.

## 불환향과 일간
불환향 즉 욕계 수혹 9품 중 7품 혹은 8품을 끊은 성자이지만 일간이 아닌 경우가 있다. 
범부위에서 유루도를 닦아, 예를 들어, 힌두교나 자이나교와 같은 외도의 수행을 닦아서 욕계 수혹 9품 중 7품 혹은 8품을 끊은 상태에서 견도 16심에 든 경우가 그러하다. 이 경우 제16심에서 예류과로 들어가는 것이 아니라 곧바로 일래과로 들어간다. 달리 말해, 이 경우에서는 견도 제1심~제15심이 예류향이 아니라 일래향이 되고 견도 제16심이 예류과가 아니라 일래과가 된다. 그리고 제16심은 1찰나이므로 다음 찰나에서 곧바로 불환향에 들어간다. 즉, 욕계 수혹 7품을 끊은 불환향이나 욕계 수혹 8품을 끊은 불환향이 된다. 이 경우는 수도위의 무루근 즉 이지근(已知根)으로 번뇌를 대치하여 불환향에 든 것이 아니므로, 7품 혹은 8품을 끊는 유루근은 이미 범부위에서 생겨나 있지만 7품 혹은 8품을 끊는 무루근 즉 이지근은 생겨나 있지 않은 상태이다. 따라서, 불환향이지만 일간은 아니다.
한편, 이와 같이, 4향4과를 순차적으로 증득하는 것이 아니라 범부위에서 성취한 3계9지의 9지 각각의 수혹 제1품~제9품의 단멸 덕분에, 견도 16심의 제1심~제15심에서 예류향에 들어가고 제16심에서 예류과로 들어가는 것이 아니라, 제1심~제15심에서 일래향에 들어가고 제16심에서 일래과에 들어가거나, 제1심~제15심에서 불환향에 들어가고 제16심에서 불환과에 들어가는 것을 초월증의 성자 또는 간략히 초월증(超越證)이라고 한다. 이에 반해, 4향4과를 순차적으로 증득하는 것을 차제증의 성자 또는 간략히 차제증(次第證)이라고 한다. 그리고 견도 제1심~제15심에서 아라한향에 들어가고 견도 제16심에서 아라한과에 들어가는 초월증이 있는가에 대해서는 여러 견해가 있다.
| 3향3과 | 단멸한 번뇌                | 단멸에 소요되는 생                     | 별도 명칭      |
| 예류향 | 견혹                       | 알 수 없음, 견혹은 단박(16심)에 끊어짐 |                |
| 예류과 | 견혹                       | 알 수 없음, 견혹은 단박(16심)에 끊어짐 |                |
| 일래향 | 욕계 수혹 ① 상상품(上上品) | 최대 2생                               |                |
| 일래향 | 욕계 수혹 ② 상중품(上中品) | 최대 1생                               |                |
| 일래향 | 욕계 수혹 ③ 상하품(上下品) | 최대 1생                               | 가가 · 3생가가 |
| 일래향 | 욕계 수혹 ④ 중상품(中上品) | 최대 1생                               | 가가 · 2생가가 |
| 일래향 | 욕계 수혹 ⑤ 중중품(中中品) | 최대 1생                               |                |
| 일래과 | 욕계 수혹 ⑥ 중하품(中下品) | 최대 1생                               |                |
| 불환향 | 욕계 수혹 ⑦ 하상품(下上品) | 최대 1생                               | 일간           |
| 불환향 | 욕계 수혹 ⑧ 하중품(下中品) | 최대 1생                               | 일간           |
| 불환과 | 욕계 수혹 ⑨ 하하품(下下品) | 최대 1생                               |                |
| 합계   | 욕계 수혹 9품              | 견도 후 열반까지 최대 7생              |                |

## 같이 보기
- 성자 (불교)
- 불환향
- 불환과
- 가가(家家)
- 7성(七聖)
- 18유학(十八有學)
- 6종아라한(六種阿羅漢)
- 7종아라한(七種阿羅漢)
- 9무학(九無學)
- 27현성(二十七賢聖)
- 42현성(四十二賢聖)